# 도네츠크-크리보이로크 소비에트 공화국
도네츠크-크리보이로크 소비에트 공화국(러시아어: Донецко-Криворожская советская республика 도네츠코 크리보로시스카야 소베츠카야 레스푸블리카[*])은 1918년 2월 12일에 우크라이나에서 독립한 러시아 SFSR의 소비에트 공화국이다. 1918년 3월 29일 독일군의 지원으로 우크라이나 중앙 의회가 점령하면서 우크라이나 소비에트 인민 공화국, 오데사 인민공화국과 함께 이 공화국이 해체되었다.
도네츠크-크리보이로크 소비에트 공화국은 돈바스, 하르키우, 예카테리노슬라프 현, 헤르손 현을 포함한 우크라이나 인민공화국의 남부 영토의 소유권을 주장했다. 또한, 돈보이스코 주에 대해서도 영유권을 주장했다. 처음에 이 공화국의 수도는 하르키우였지만, 이후 적군의 후퇴로 루한스크로 수도를 옮겼다. 러시아 소비에트 정부는 무정부 상태인 지역에 존재한 국가를 지원했다. 새로 탄생한 정부는 우크라이나 총사무국과 인민 사무국의 권위에 도전했다. 인민 사무국에 있던 정치 위원의 일부는 우크라이나의 다른 볼셰비키 정부의 비서직을 가지게 되었다.
이 공화국은 1918년 3월 20일 열린 2차 총우크라이나 소비에트 회의에서 해산되었으며 이후 새로운 소비에트 우크라이나의 독립을 발표했다. 이 정부가 국제적으로 또는 러시아 FSFR에게 인정받는데는 브레스트-리토프스크 조약이 폐지되어 실패했다.
도네츠크-크리보이로크 소비에트 공화국의 유산으로, 2014년 우크라이나 친러시아 시위 당시 도네츠크의 독립을 원하는 분리주의자 시위대들이 도네츠크 인민공화국의 독립을 선포했다. 2015년 2월 5일, 도네츠크 인민공화국 의회는, 도네츠크 인민공화국이 도네츠크-크리보이로크 소비에트 공화국의 법적 계승자이며, 표도르 세르게예프를 그 국부(國父)로 선언하는 결의안을 채택했다.

## 같이 보기
- 노보로시야
- 우크라이나의 러시아인
- 크림 칸국
- 슬로보다 우크라이나
- 인민 사무국
- 도네츠크 인민공화국